# Amtsgericht Markt Erlbach
Das Amtsgericht Markt Erlbach war ein von 1879 bis 1959 bestehendes bayerisches Gericht der ordentlichen Gerichtsbarkeit mit Sitz in Markt Erlbach.

## Geschichte
Im Jahre 1808 wurde im Verlauf der Verwaltungsneugliederung Bayerns das Landgericht Markt Erlbach errichtet. Anlässlich der Einführung des Gerichtsverfassungsgesetzes am 1. Oktober 1879 kam es zur Errichtung eines Amtsgerichts in Markt Erlbach, dessen Sprengel aus dem Bezirk des gleichzeitig aufgehobenen Landgerichts Markt Erlbach gebildet wurde. Im Zweiten Weltkrieg zur Zweigstelle herabgestuft, wurde es 1959 endgültig aufgehoben und dem Amtsgericht Fürth zugeordnet.